# Žarko Odžakov
Žarko Odžakov (in macedone Жарко Оџаков?; Skopje, 11 novembre 1955) è un allenatore di calcio, ex calciatore ed ex giocatore di calcio a 5 jugoslavo naturalizzato australiano.

## Carriera
Con la nazionale maschile di calcio a 5 dell'Australia Odžakov ha disputato il FIFA Futsal World Championship 1989 in cui i futsalroos sono stati eliminati nel girone del primo turno comprendente Stati Uniti, Italia e Zimbabwe.